# Charlotte Cardin
Pour les articles homonymes, voir Cardin.
Charlotte Cardin, née le 9 novembre 1994 à Montréal (Québec), est une auteure-compositrice-interprète, actrice et musicienne canadienne.

## Biographie

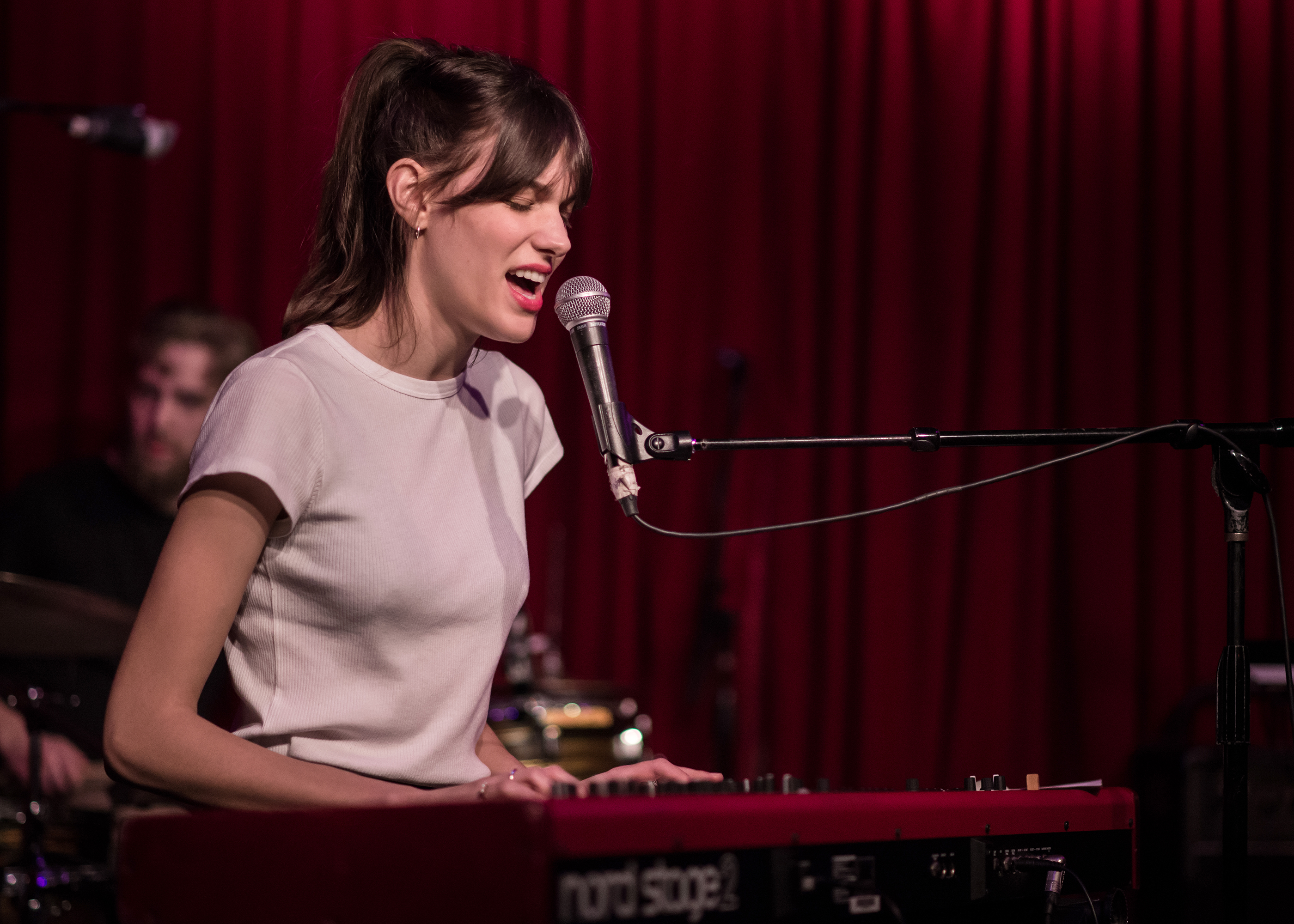
Charlotte Cardin durant un concert au en à Hollywood, Los Angeles, California, en février 2017.

L’artiste québécoise est la fille d'une enseignante en épidémiologie et d'un agent de brevets en biotechnologie, tous deux créateurs d'une société d'importation de vins. Sa sœur aînée a suivi des études de journalisme.
Elle a étudié au Collège Jean-de-Brébeuf à Montréal.

## Carrière
Elle commence sa carrière comme mannequin à l'âge de quinze ans, et elle apparaît sur des  campagnes publicitaires comme celle pour Barilà, une marque de prêt-à-porter canadienne, qui lui aurait ouvert la porte vers le chant et la musique.
En 2011, elle participe au vidéoclip Adieu de Cœur de pirate.
Elle termine dans le top 3 de la première saison de l’émission de chant La Voix sur TVA en 2013. Suite à l’émission, la jeune chanteuse est invitée sur l’album de Garou, Au milieu de ma vie, sur le duo Du vent, des mots,. Le 1er mars 2014, elle monte sur la scène du programme frère The Voice : La Plus Belle Voix  en France pour interpréter cette même chanson avec Garou, juge sur cette édition.
Elle sort, par la suite, son premier EP, Big Boy, en 2016 sur Cult Nation Records,. Big Boy est composé de paroles anglaises et françaises. Elle est sélectionnée, puis finaliste pour un « Socan Songwriting Prize » dans la division française pour son morceau Les échardes ; la chanson titre Big Boy a été jouée sur CBC Radio 2 et celle-ci est entrée dans le palmarès de Radio 2 Top 20.
C'est en septembre 2016 qu'elle vient pour la toute première fois au Festival de musique émergente en Abitibi-Témiscamingue,.
En novembre 2016, elle fait une apparition dans l'émission « Tout le monde en parle » pour évoquer son mini-album.
En septembre 2017, elle sort son deuxième EP, Main Girl, qui contribue à faire fructifier sa carrière à l'international. Lors du 39e Gala de l'ADISQ, elle est nommée dans la catégorie anglophone « chanson de l'année » et « spectacle de l'année ».
Elle a reçu deux nominations aux Prix Juno de 2018, pour découverte de l'année et Auteur(e)-compositeur(trice) de l'année pour Main Girl, Paradise Motion et The Kids.
En 2019, Charlotte Cardin est apparue sur l'album Tout ça pour ça de Loud en tant que chanteuse en duo sur le titre Sometimes, All the Time[source secondaire souhaitée].
Le 28 juin 2019, elle ouvre le 40e Festival de jazz de Montréal.
En juillet 2019, elle participe au 44e Paléo Festival Nyon en Suisse.
Le 18 septembre 2020, la chanteuse lance le premier single de son nouvel album qui paraîtra lors de l'hiver 2021, Passive agressive. D'ailleurs, cet album sera son tout premier. Charlotte Cardin a spécifié que son nouvel album sera également sa première réalisation en coécriture. Toutes les chansons de l'album, à l'exception d'une, sont écrites avec Jason Brando (en), producteur et agent de la chanteuse.
La chanteuse collabore en 2021 avec le groupe allemand Milky Chance sur la chanson History of Yesterday, une chanson qui fait partie de l'album Living in a Haze.
Le 23 avril 2021, elle sort son premier album Phoenix. L'album comporte 20 titres.
Durant l'année 2021, Phoenix est le quatrième album le plus écouté au Canada, derrière l'album de Justin Bieber et les albums de The Weeknd.
Elle participe au Festival d'été de Québec en 2021 (Apéro FEQ)[source secondaire souhaitée] et en 2022 (Scène Bell) et au Festival de jazz de Montréal[source secondaire souhaitée].
Elle remporte trois « Felix » au Premier Gala de l'ADISQ 2021, soit celui de l'artiste ayant le plus rayonné hors Québec, celui de l'album anglophone et celui du spectacle en ligne - autre langue.Elle a également fait un concert à New York, où les 650 places étaient vendues.
Charlotte Cardin s'illustre aussi à la cérémonie des prix Juno de 2022. Elle y remporte le prix de l'artiste de l'année alors que Phoenix reçoit les prix de l'album de l'année et de l'album pop de l'année et que la chanson Meaningless décroche le prix du single de l'année.
Le 11 avril 2023, elle sort un nouveau single nommé Confetti, révélant quelques lignes de sa première chanson depuis le grand succès Phoenix sur son Instagram et son compte Tiktok.
Le 7 août 2023, elle apparaît dans une capsule vidéo de A Colors Show sur YouTube où elle interprète Next To You.
Le 25 août 2023, elle sort son deuxième album 99 Nights. Cet album reflète la grande quête identitaire qu'elle a vécu après la publication de son premier album, durant l'écriture de son deuxième. 99 Nights figure sur la longue liste du prix de musique Polaris 2024.
Le 17 novembre 2023, elle sort Une semaine à Paris, un tout nouveau EP en français qui comporte 4 chansons.
Le 2 décembre 2023, elle participe à l'émission de la Star Academy sur TF1 dans un duo avec Héléna sur sa chanson Anyone Who Loves Me.
En février 2024, Charlotte Cardin performe sur scène avec son ami Devon Portielje, chanteur du groupe Half Moon Run en plus de Patrick Watson, avec qui elle interprète les chansons Je te laisserai les mots et Next to you.
En 2024, elle collabore également avec son compagnon de longue date, Aliocha Schneider, sur sa chanson Ensemble.
Le 11 janvier 2025, elle participe une nouvelle fois à l'émission de la Star Academy sur TF1 en duo avec Marine sur sa chanson Feel Good.
En février 2025, elle collabore avec Patrick Watson pour son nouveau single, Gordon in the Willows, issu de son prochain album Uh Oh. Watson avait déjà travaillé sur la chanson Next to You issue de son album 99 Nights. Aussi, son single Feel Good, tiré de son EP Une semaine à Paris, entre dans le Billboard Hot 100, devenant sa deuxième chanson à y figurer. Il atteint la 94e position.
Charlotte Cardin sera présente à la Fête du lac des Nations le 15 juillet 2025 à Sherbrooke.

## Activité caritative
Charlotte Cardin est la marraine du programme de musicothérapie à l'hôpital de Montréal pour enfants.

## Membres du groupe
- Mathieu Sénéchal, bassiste[47], directeur musical[48] (remporte un prix de l'ADISQ en 2021[49]), coécrit Daddy[50]
- Benjamin Courcy, batteur[51]

## Vie privée
Charlotte Cardin est en couple avec le chanteur et acteur franco-canadien Aliocha Schneider depuis 2016.
Charlotte Cardin et son compagnon, qui habitaient auparavant à Montréal, demeurent à Paris depuis 2020 et y développent leur carrière. Elle dit considérer Paris comme son chez-elle même si elle possède toujours un appartement à Montréal.

## Discographie

### EPs
- Big Boy (2016)
- Main Girl (2017)
- Une semaine à Paris - EP (2023)[54]
- A Week in Nashville (2024)

### Singles
- Big Boy (février 2015)
- Les Échardes (novembre 2015)
- Like It Doesn't Hurt (feat. Nate Husser) (octobre 2016)
- Dirty Dirty (novembre 2016)
- Just Like That (juin 2017)
- Main Girl (Stripped) (octobre 2017)
- Go Flex (mars 2018)
- California (avril 2018)
- Double Shifts (octobre 2018)
- Les jupes (décembre 2018)
- Drive (janvier 2019)
- Fous n'importe où (feat. CRi) (janvier 2019)
- Passive Aggressive (septembre 2020)
- Daddy (janvier 2021)
- Meaningless (février 2021)
- Anyone who loves me (avril 2021)
- Sun goes down (avril 2021)
- Pheonix (avril 2021)
- Confetti (avril 2023)

### Collaborations
- 2013 : Du vent, des mots, single en duo avec Garou sur son album Au milieu de ma vie
- 2019 : Sometimes, All the Time, single en duo avec Loud sur son album Tout ça pour ça
- 2021 : History of Yesterday, single en duo avec Milky Chance sur son album Living in a Haze
- 2024 : Ensemble, single en duo avec son compagnon Aliocha Schneider Aliocha Schneider[55]
- 2025 : Gordon in the Willows, single en duo avec Patrick Watson[43].

## Lauréats et nominations

### Gala de l'ADISQ

#### Artistique
| Année | Catégorie                                                            | Pour                         | Résultat   |
| ----- | -------------------------------------------------------------------- | ---------------------------- | ---------- |
| 2017  | chanson de l'année                                                   | Les échardes                 | nomination |
| 2017  | spectacle de l'année - anglophone                                    | Big boy                      | nomination |
| 2018  | chanson de l'année                                                   | Faufile                      | nomination |
| 2019  | chanson de l'année                                                   | Fous n'importe où (avec CRi) | nomination |
| 2021  | album de l'année - anglophone                                        | Phoenix                      | lauréat    |
| 2021  | artiste de l'année ayant le plus rayonné hors Québec                 | Charlotte Cardin             | lauréat    |
| 2021  | spectacle de l'année - anglophone/autres langues/langues autochtones | The Phoenix experience       | lauréat    |
| 2024  | album de l'année - anglophone                                        | 99 nights                    | lauréat    |
| 2024  | artiste de l’année - rayonnement international                       | Charlotte Cardin             | lauréat    |
| 2024  | chanson de l'année                                                   | Confetti (version française) | nomination |
| 2024  | spectacle de l'année - anglophone                                    | 99 nights                    | lauréat    |

#### Industriel
| Année | Catégorie                                | Pour                                                                                 | Résultat   |
| ----- | ---------------------------------------- | ------------------------------------------------------------------------------------ | ---------- |
| 2021  | mise en scène et scénographie de l'année | Jason Brando, Charlotte Cardin, Sébastien Duguay et Louisa Schabas                   | nomination |
| 2024  | prise de son et mixage de l'année        | Jason Brando, Charlotte Cardin, Rob Kinelski, Lubalin, Sam Avant et Mathieu Sénéchal | nomination |
| 2024  | réalisation d'album de l'année           | Jason Brando, Charlotte Cardin, Lubalin, Sam Avant et Mathieu Sénéchal               | nomination |

### Prix Juno[61]
| Année | Catégorie                    | Pour                                                                 | Résultat   |
| ----- | ---------------------------- | -------------------------------------------------------------------- | ---------- |
| 2018  | artiste émergeant de l'année | Charlotte Cardin                                                     | nomination |
| 2018  | compositeur de l'année       | Charlotte Cardin pour "Main girl", "Paradise motion" et "The kids"   | nomination |
| 2022  | artiste de l'année           | Charlotte Cardin                                                     | lauréat    |
| 2022  | JUNO choix du fan Tik Tok    | Charlotte Cardin                                                     | nomination |
| 2022  | album de l'année             | Phoenix                                                              | lauréat    |
| 2022  | album pop de l'année         | Phoenix                                                              | lauréat    |
| 2022  | single de l'année            | Meaningless                                                          | lauréat    |
| 2024  | JUNO choix du fan TikTok     | Charlotte Cardin                                                     | nomination |
| 2024  | artiste de l'année           | Charlotte Cardin                                                     | nomination |
| 2024  | single de l'année            | Confetti                                                             | nomination |
| 2024  | album de l'année             | 99 nights                                                            | lauréat    |
| 2024  | album pop de l'année         | 99 nights                                                            | lauréat    |
| 2024  | compositeur de l'année       | Charlotte Cardin pour "Confetti", "Daddy's a Psycho" et "Jim Carrey" | nomination |

### MTV Europe Music Awards
| Année | Catégorie                 | Pour             | Résultat   |
| ----- | ------------------------- | ---------------- | ---------- |
| 2023  | meilleur artiste canadien | Charlotte Cardin | nomination |